# Steppa mongolo-manciuriana
La steppa mongolo-manciuriana, nota anche come prateria mongolo-manciuriana è un'ecoregione situata nell'Asia orientale, appartenente al bioma delle praterie temperate, e comprende parti della Mongolia, della regione autonoma cinese della Mongolia Interna e della Cina nord-orientale (codice ecoregione: PA0813).

## Geografia

### Descrizione
Questa vasta ecoregione comprende quasi un milione di chilometri quadrati di praterie temperate situate nella parte interna rispetto alle catene montuose costiere e ai bacini fluviali della Manciuria. Ad ovest si trovano le regioni desertiche della Mongolia meridionale e della Cina centro-settentrionale. Estendendosi a sud-ovest dei Monti del Grande Khingan (Da Hinggan), l'ecoregione delle praterie mongolo-manciuriane presenta un ramo che si sviluppa verso ovest in direzione del bacino superiore del fiume Selenga, che sfocia nel lago Bajkal nell'Estremo Oriente russo, e quindi nell'Oceano Artico. Un altro ramo si estende verso sud-ovest fino ai deserti della Cina centro-settentrionale. Gran parte dell'ecoregione è composta da praterie pianeggianti o leggermente ondulate. Sono inclusi anche gli altopiani sud-occidentali dei Monti Da Hinggan, i cui versanti occidentali digradano dolcemente verso la Mongolia, mentre quelli orientali scendono rapidamente verso la pianura della Cina nord-orientale. L'elevazione media dell'ecoregione è compresa tra i 1.000 e i 1.300 metri sul livello del mare.

### Clima
Il clima è temperato. Le temperature medie di gennaio sono di -9 °C o inferiori, con una diminuzione progressiva verso ovest. Le precipitazioni annuali, concentrate durante un debole monsone estivo, decrescono da una media di 400-450 mm nella parte orientale fino a 150-200 mm nella parte occidentale. Le praterie transmontane situate a nord-ovest dei Monti Da Hinggan hanno inverni particolarmente freddi, a causa della mancanza di barriere montuose che offrano protezione dai venti dominanti provenienti da nord-ovest. Per effetto del cosiddetto «monsone continentale», generato da una zona di bassa pressione stagionale sul Mar Cinese Meridionale durante l'inverno, l'aria fredda viene richiamata dalle alte latitudini dell'Asia centrale verso sud-est, causando temperature invernali molto più rigide rispetto ad altre regioni poste a latitudini simili. In questa parte dell'ecoregione le temperature medie di gennaio possono scendere al di sotto dei -20 °C, nonostante la latitudine relativamente bassa (equivalente a quella della Nuova Scozia, in Canada).

## Flora

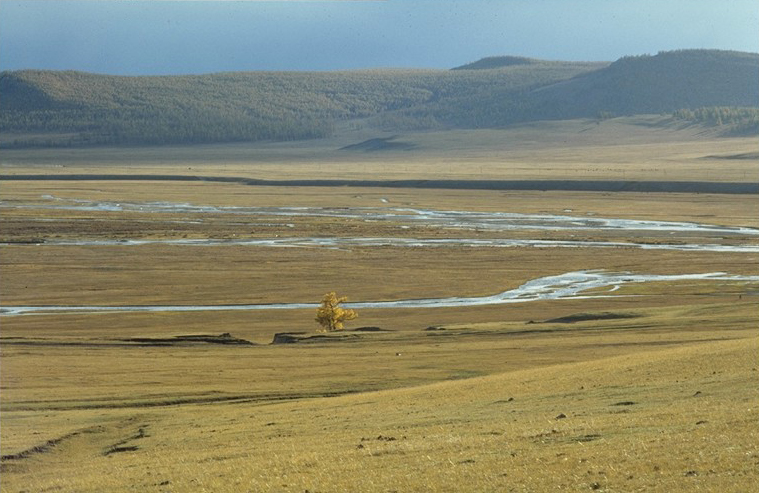

I Monti Da Hinggan ospitano in alcune aree fitte foreste. Sui versanti inferiori prevalgono foreste decidue di latifoglie dominate dalla quercia mongola (Quercus mongolica), oppure foreste miste che comprendono pioppi (Populus davidiana, P. suaveolens), betulle (Betula platyphylla) e salici (Salix rorida). Tra gli arbusti si trovano membri della famiglia delle ericacee (Rhododendron macromulata, R. dahurica, Vaccinium vitis-idaea) e il rosmarino selvatico (Ledum palustre). A quote superiori, tra i 1.300 e i 1.700 m, prevalgono foreste di conifere in siti ombrosi, con abeti rossi (Picea obovata, P. microsperma), larici (Larix dahurica) e pini silvestri (Pinus sylvestris), la specie di pino con la più vasta distribuzione geografica mondiale. Pendici rocciose ospitano pini nani siberiani (Pinus pumila). La specie Picea asperata cresce su terreni sabbiosi tra i 1.300 e i 1.500 m nella Riserva naturale di Baiyin Aobao (67 km²). I versanti soleggiati alla stessa altitudine ospitano comunità vegetali di prateria montana.
I taxa dominanti in queste praterie comprendono specie di stipa (Stipa baicalensis, S. capillata, S. grandis), Festuca ovina, Aneurolepidium chinense, Filifolium sibiricum e Cleistogenes squarrosa. Le aree più vicine alle regioni desertiche del Gobi presentano steppe desertiche con produttività inferiore. Qui le specie dominanti sono graminacee resistenti alla siccità (Stipa gobica, S. breviflora, S. glareosa), piante erbacee (Reaumuria soongolica, Hippolytia trifida, Ajania fruticosa) e piccoli arbusti spinosi ben adattati alle condizioni aride (Caragana microphylla, Ephedra equisetina, E. sinica). Altre comunità vegetali includono quelle dominate da Kalidium gracile in terreni salini e le paludi salmastre dominate da Scirpus rufus, S. planifolium, Ranunculus cymbalaria e Phragmites communis.

## Fauna

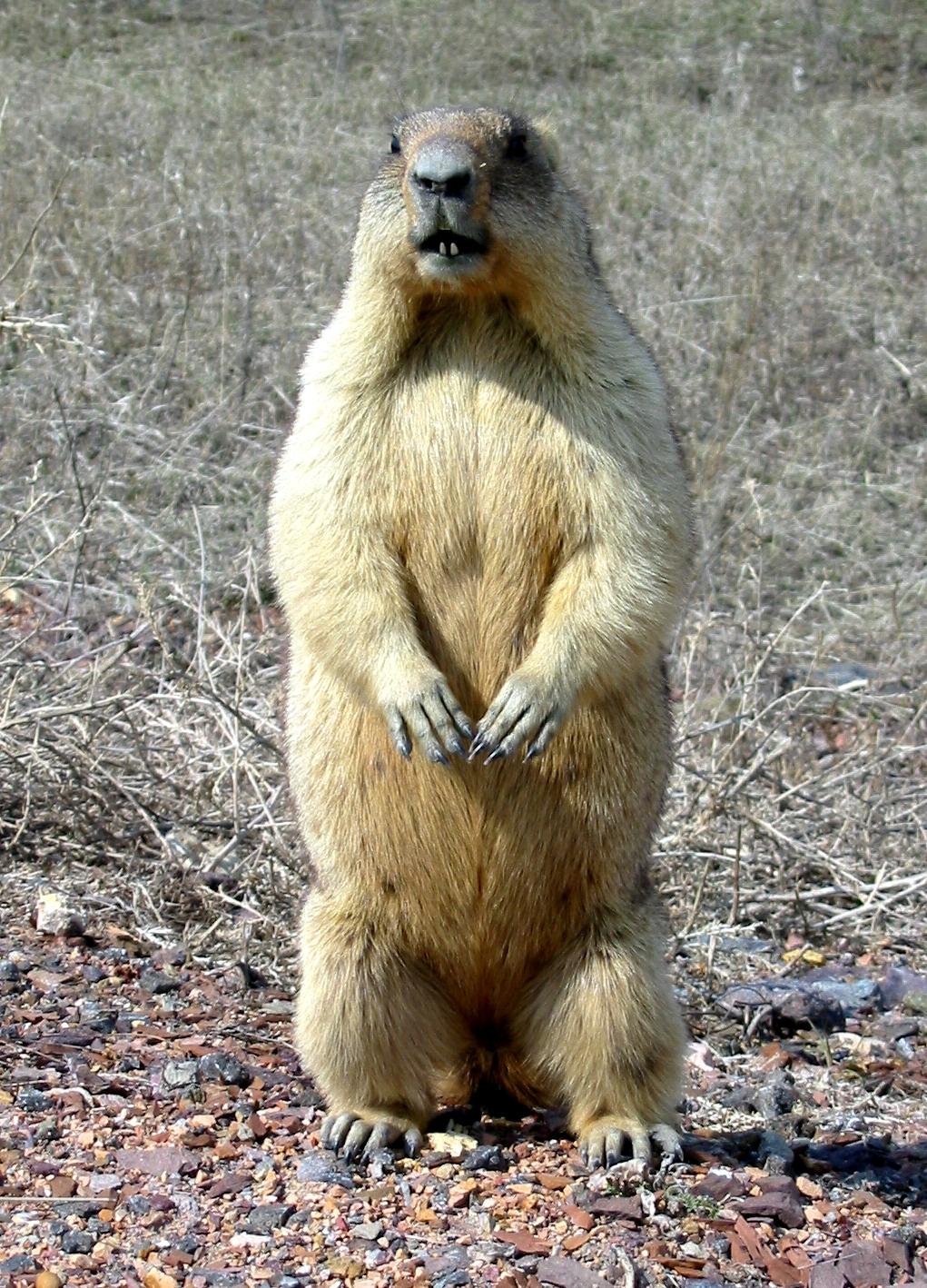
Una marmotta bobak.

Diverse specie di mammiferi gravemente minacciati probabilmente abitano ancora la prateria mongolo-manciuriana, sebbene le popolazioni rimaste siano frammentate. L'asino selvatico asiatico (Equus hemionus) potrebbe ancora sopravvivere nelle regioni confinanti con la Mongolia, mentre piccole popolazioni di leopardo delle nevi (Panthera uncia) potrebbero essere presenti nelle zone montuose, sebbene non esistano segnalazioni certe all'interno di questa ecoregione.
Il cammello selvatico (Camelus ferus), la gazzella di Przewalski (Procapra przewalskii) e il cavallo di Przewalski (Equus ferus) sono ormai estirpati da questa regione, principalmente a causa della caccia e forse della competizione con gli ungulati domestici.
Il fagiano orecchiuto bruno (Crossoptilon mantchuricum) è l'unico uccello endemico della regione, ed è confinato a poche località isolate nelle montagne del Luliang Shan e nelle aree montuose dello Hebei nord-occidentale, della parte occidentale di Pechino e dello Shaanxi centrale. Questa specie nidifica nelle foreste montane di conifere, ma sverna in praterie arbustive ai margini delle foreste a quote inferiori. Quattro riserve naturali sono fondamentali per la sua conservazione: Luyashan, Pangquangou, Wulushan e Xiaowutai (Fuller e Garson, 2000). Un'altra importante area protetta è la riserva naturale di Dalaihu (Hulun Nor), che con i suoi 4.000 km² include un lago salmastro che è il quarto più grande della Cina. Paludi e canneti di Phragmites offrono habitat riproduttivi allo svasso maggiore (Podiceps cristatus), alla cicogna bianca orientale (Ciconia boyciana), alla gru della Manciuria (Grus japonensis) e al gabbiano relitto (Larus relictus). Due uccelli rari che nidificano nelle pianure adiacenti sono l'otarda maggiore (Otis tarda) e il corriere orientale (Charadrius veredus).

## Minacce

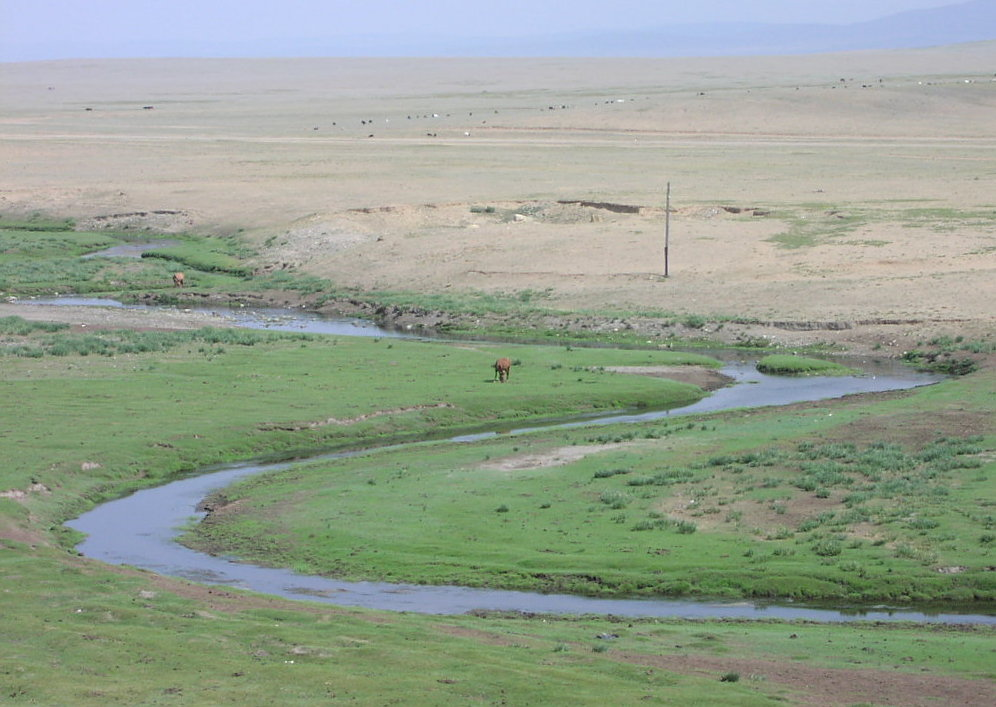

In Mongolia, le dinamiche economiche legate alla privatizzazione del bestiame e al collasso dell'economia urbana hanno spinto numerose persone a tornare a stili di vita rurali, invertendo così il generale trend globale verso l'urbanizzazione. Di conseguenza, il numero di allevatori in Mongolia è triplicato nell'ultimo decennio, superando oggi le 450.000 unità, mentre il numero di capi di bestiame è aumentato del 30%.
I risultati degli studi recenti hanno sollevato preoccupazioni sugli effetti che i cambiamenti climatici globali potrebbero avere sulle praterie mongolo-manciuriane. Studi condotti da Xiao et al. (1995, 1996) indicano che la distribuzione stagionale e la variazione interannuale della temperatura e delle precipitazioni, specialmente nella tarda estate, sono fattori determinanti per la dinamica temporale della biomassa vegetale, per l'efficienza nell'uso dell'acqua piovana, nonché per i flussi e l'immagazzinamento di carbonio in questi ecosistemi steppici.
Il pascolo delle pecore è l'attività prevalente nella regione, anche se le capre risultano più abbondanti nelle aree montuose e rocciose. Negli ultimi anni, il numero delle capre allevate è considerevolmente aumentato a causa degli alti prezzi della lana cachemire, prodotta appunto dalle capre. Poiché le capre consumano una più ampia varietà di piante rispetto alle pecore, pascolano in modo più aggressivo e tendono a consumare l'intera pianta, questo incremento ha accelerato la degradazione su larga scala delle praterie.
In tutta l'ecoregione si trovano anche numerosi habitat umidi, molti dei quali salmastri o salini, che costituiscono importanti siti di riproduzione per l'avifauna. Le minacce principali a queste aree comprendono il taglio delle canne, la caccia eccessiva, la raccolta intensiva delle uova e la pesca eccessiva.